# Cinéma dominicain
Le cinéma dominicain désigne l'activité cinématographique pratiquée en République dominicaine, l'état situé à l'ouest de l'île antillaise de Saint Domingue et frontalier avec Haïti. 

## Histoire
Il s'agit d'une industrie cinématographique qui est née en 1900 avec la projection du premier film avec un cinématographe Lumière dans le théâtre Curiel à San Felipe de Puerto Plata et qui s'est consolidée depuis les années 2000. Il se caractérise par la production de films dramatiques, de suspense et de comédie, explorant des thèmes culturels et sociaux. Depuis l'approbation de la loi 108-10 sur la promotion de l'activité cinématographique en République dominicaine, l'industrie s'est rapidement développée, faisant du pays une destination attrayante pour le tournage de clips musicaux, de films, de séries, de courts métrages, d'émissions de télé-réalité, de publicités, entre autres productions télévisées. En 2015, les films dominicains ont quadruplé les recettes des films étrangers. En 2018, la République dominicaine est devenue le chef de file en Amérique latine en termes de part de marché de son propre cinéma avec 21 %, dépassant des pays comme le Brésil, l'Argentine, le Chili et le Pérou. De même, elle est le chef de file en Amérique latine avec 26,4%. D'ici 2021, les productions cinématographiques en République dominicaine dépasseront les 15 milliards de pesos dominicains.
Le premier film dominicain avec son est un film d'actualité tourné en 1930 sur la figure du président Rafael Trujillo. Le cinéma a été adopté par les médias de masse comme instrument idéologique. C'est pourquoi, pendant les trente années de la dictature de Trujillo, seuls des documentaires exaltant le tyran et ses proches ont été réalisés sur le pays. Pour la seule année 1953, le cinéaste Rafael Augusto Sánchez Stanley, dit « Pupito », a produit treize documentaires pour le régime et sa société Cine Dominicano. Ce n'est que dans les années 1980 que l'industrie cinématographique a vraiment commencé à se développer. Pasaje de Ida (1988), réalisé par Agliberto Meléndez, est le premier film dominicain à être plébiscité par la critique nationale et internationale, recevant une certaine reconnaissance. Nueba Yol: por fin llegó Balbuena (1995) d'Angel Muñiz est considéré comme le premier film dominicain à avoir connu un énorme succès commercial et la première campagne de marketing réussie, en portant au grand écran un personnage de télévision (Balbuena) interprété par Luisito Marti (es). Ce succès s'est répété, bien qu'à plus petite échelle, avec Nueba Yol III: bajo la nueva ley (1997). Auparavant, le réalisateur, scénariste, producteur et acteur Pericles Mejia avait réalisé le film 4 Hombres y un Ataud en 1996.
À partir de 2003, considérée comme « l'année zéro » de la filmographie dominicaine, une constante s'établit en termes de production de films de fiction. C'est cette année-là que sort Perico ripiao d'Ángel Muñiz, considéré comme le film qui a donné naissance à l'industrie cinématographique commerciale locale. Depuis le succès de ce film, il est devenu récurrent qu'au moins un film par an ait un succès considérable en salles, en particulier les comédies. En 2005, deux films du genre suspense et drame ont connu un succès commercial aux yeux des critiques, Andrea et La maldición del padre Carmona, dans lequel l'actrice Zoe Saldaña joue un rôle. En 2006, cinq films sont sortis pour la première fois, consolidant une ligne constante dans la production de films de tous types, en particulier des comédies, des suspenses, des drames et des documentaires.
Entre 2007 et 2009, des films tels que Yuniol, Ladrones a Domicilio, 60 millas al este ont été plébiscités par la critique pour leur exploration des questions sociales, tandis que Sanky panky, Un macho mujer et Cristiano de la secreta ont battu des records d'entrées. Après la promulgation de la loi sur le cinéma en 2010, les productions cinématographiques ont considérablement augmenté, ce qui a permis au secteur privé d'investir plus facilement et, par conséquent, d'accroître considérablement les budgets et la qualité des films. La loi a également facilité l'accès des sociétés étrangères aux films, ce qui a permis d'accroître les investissements étrangers, notamment avec l'ouverture des studios Pinewood à Juan Dolio, San Pedro de Macoris. Depuis 2012, le nombre de sorties de films a considérablement augmenté, 2022 étant l'année la plus productive avec 29. En 2023, la République dominicaine était le seul pays d'Amérique latine dont un film national figurait parmi les films ayant rapporté le plus d'argent cette année-là.